# Zabertas
Zabertas ou Zabergan foi um oficial sassânida do século VI, ativo sob o xá Hormisda IV (r. 579–590). Em 586, era comandante da guarnição de Clomaro quando Filípico sitiou-a no verão. Ele conseguiu escapar através do exército bizantino e liderou as tropas de alívio de Cardarigano para o forte. Maenchen-Helfen sugeriu, a julgar por seu nome, que talvez fosse comandante de efetivos auxiliares e que ele próprio fosse bárbaro (huno).

## Etimologia
Ferdinand Justi comparou o nome "Zabergan" com "Zabargo" (em grego: Ζάβαργος; romaniz.: Zábargos) citado em duas inscrições de Tánais e assumiu que a terminação -an foi o patronímico -ana, -an. O nome Zabergan tem uma origem persa. Ele é registrado na inscrição trilíngue de Sapor I no Cubo de Zaratustra nas formas zplk'n (pálavi), zbrkn (parta) e Zabrigan (grego: Ζαβρίγαν).